# ديفيد ميليتشفيتش
ديفيد ميليتشفيتش (بالكرواتية: David Miličević)‏ مواليد 2 مارس 1992 في سلافونسكي برود، هو لاعب كرة يد كرواتي يلعب كظهير أيسر. مثل منتخب كرواتيا لكرة اليد.

## المسيرة الاحترافية
لعب مع نادي بيلوفار لكرة اليد من سنة 2009 إلى 2011، ثم لعب مع نادي بورتش لكرة اليد من سنة 2011 إلى 2013، ثم لعب مع نادي ميشكوف برست لكرة اليد في موسم 2013-2014، ثم لعب مع نادي شامبيري سافوا لكرة اليد في الدوري الفرنسي في موسم 2014-2015.

## الإنجازات
- دوري الجنوب الشرقي لكرة اليد الوصافة (1): 2014